# Suffield (Connecticut)
Suffield – miasto w Stanach Zjednoczonych, w stanie Connecticut, w hrabstwie Hartford.